# Gulistánská dohoda
Gulistánská dohoda (rusky Гюлистанский мирный договор, persky عهدنامه گلستان‎) byla mírová smlouva podepsaná mezi carským Ruskem a Persií 24. října 1813 ve vsi Gulistán (nyní v Ázerbájdžánu). Ukončila rusko-perskou válku, která trvala od roku 1804 do roku 1813. Podpis smlouvy byl uspíšen dobytím Lenkoranu generálem Kotljarevským 1. ledna 1813.
Smlouva potvrdila postoupení Dagestánu, východní Gruzie, většiny Ázerbájdžánu, částí severní Arménie Persií Ruské říši.
Text připravil britský diplomat Gore Ouseley, který působil jako prostředník a měl na perském dvoře značný vliv. Za ruskou stranu smlouvu podepsal Nikolaj Fjodorovič Rtiščev, za perskou stranu podpis připojil Mirza Abulhasan Chan Širazi.
Výsledkem smlouvy bylo nucené postoupení většiny íránských území na Kavkaze Rusku. Rovněž přímo přispěla k vypuknutí rusko-perské války (1826–1828), další války 19. století.

## Podmínky

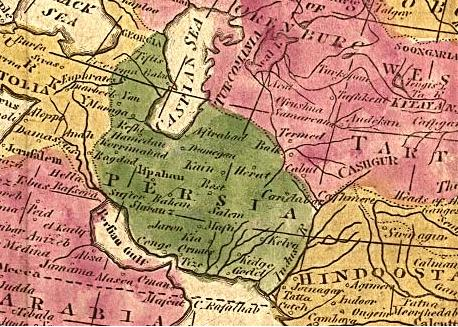
Persie na britské mapě z roku 1808 před ztrátami na severu Gulistánskou smlouvou v roce 1813 a ztrátou Herátu ve prospěch Velké Británie v roce 1857 Pařížskou smlouvou

1. Rusku je touto smlouvou potvrzena držba všech chanátů – Karabašského, Gandžiského, Šekiského, Širvanského, Derbentského, Kubiského a Bakuského spolu s částí Talyšského a pevností Lenkoran. Persie se dále vzdává všech nároků v Dagestánu, Gruzii, Mingrelii, Imeretii a v Abcházii.
2. Tato území zahrnují:
  1. Všechna města, obce a vesnice Gruzie, včetně všech obcí a vesnic na pobřeží Černého moře:
  2. Megrelie,
  3. Abcházie,
  4. Imeretie,
  5. Gurie;
  6. Téměř všechna města, obce a vesnice chanátů v Zakavkazsku a zčásti v Předkavkazsku v tom:
  7. Bakuský chanát,
  8. Širvanský chanát,
  9. Derbentský chanát,
  10. Karabašský chanát,
  11. Gandžiský chanát,
  12. Šekiský chanát,
  13. Kubiský chanát,
  14. část Talyšského chanátu;
3. Obě smluvní strany souhlasí s právem volného obchodu s tím, že Rusové mají právo obchodovat v celém Íránu.
  1. Íránu je rovněž poskytnut úplný a volný přístup do Ruska, ale obě strany musí platit pětiprocentní daň ad valorem za veškeré zboží dovezené do každé příslušné země, což je považováno za mírné dovozní/vývozní clo.
4. Írán ztrácí veškerá práva plavby v Kaspickém moři a Rusko získává výhradní práva na umístění válečné flotily v Kaspickém moři.
5. Rusko za to slibuje podporu Abbáse Mirzy jako dědice perského trůnu po smrti jeho otce.

## Hodnocení
Dokonce i dnes Írán oficiálně nazírá tuto smlouvu i následnou Turkmenčajskou dohodu jako nejvíce ponižující dohody, které kdy podepsal.

## Důsledky
Smlouva se nezabývala zásadními problémy a nestanovila, zda má být perská armáda odzbrojena či zda má být reorganizována. Oběma stranám bylo jasné, že Persie se s porážkou nesmíří a znovu zasáhne v oblastech, které považuje za své a kde se obyvatelstvo protiví ruskému vlivu.

## Příčina druhé rusko-perské války 1826–1828
Slabina Gulistánské smlouvy byla zřejmá již od jejího uzavření, neboť možnost budoucího konfliktu ponechávala otevřenu.
Prioritou Ruska byla porážka Napoleona, proto na ruské straně bojovala relativně malá armáda, a Gulistánská smlouva poskytla oběma bojujícím stranám „příležitost nadechnout se“, ukončit válku a řešit jiné problémy. Po podpisu smlouvy začala Persie znovu rychle budovat armádu, protože Fát Alí Šáh byl rozhodnut získat zpět ztracená území. Proto nikoho nepřekvapilo, když Šáh nařídil v roce 1823 vrchnímu veliteli, kterým byl Abbás Mirza, zahájit výcvik nové armády. Dokonce i duchovní v Persii veřejně vyhlásili, že džihád proti Rusku neskončil. Persie napadla Rusko znovu v roce 1826 (s britskou podporou). Druhá rusko-perská válka trvala dva roky a Persie v ní ztratila 35 tisíc mužů oproti ruským osmi tisícům. Drtivou porážku zpečetil podpis Turkmenčajské dohody, kterou Persie přišla o dnešní Arménii a zbylá území nynějšího Ázerbájdžánu.